# Arena Avesta

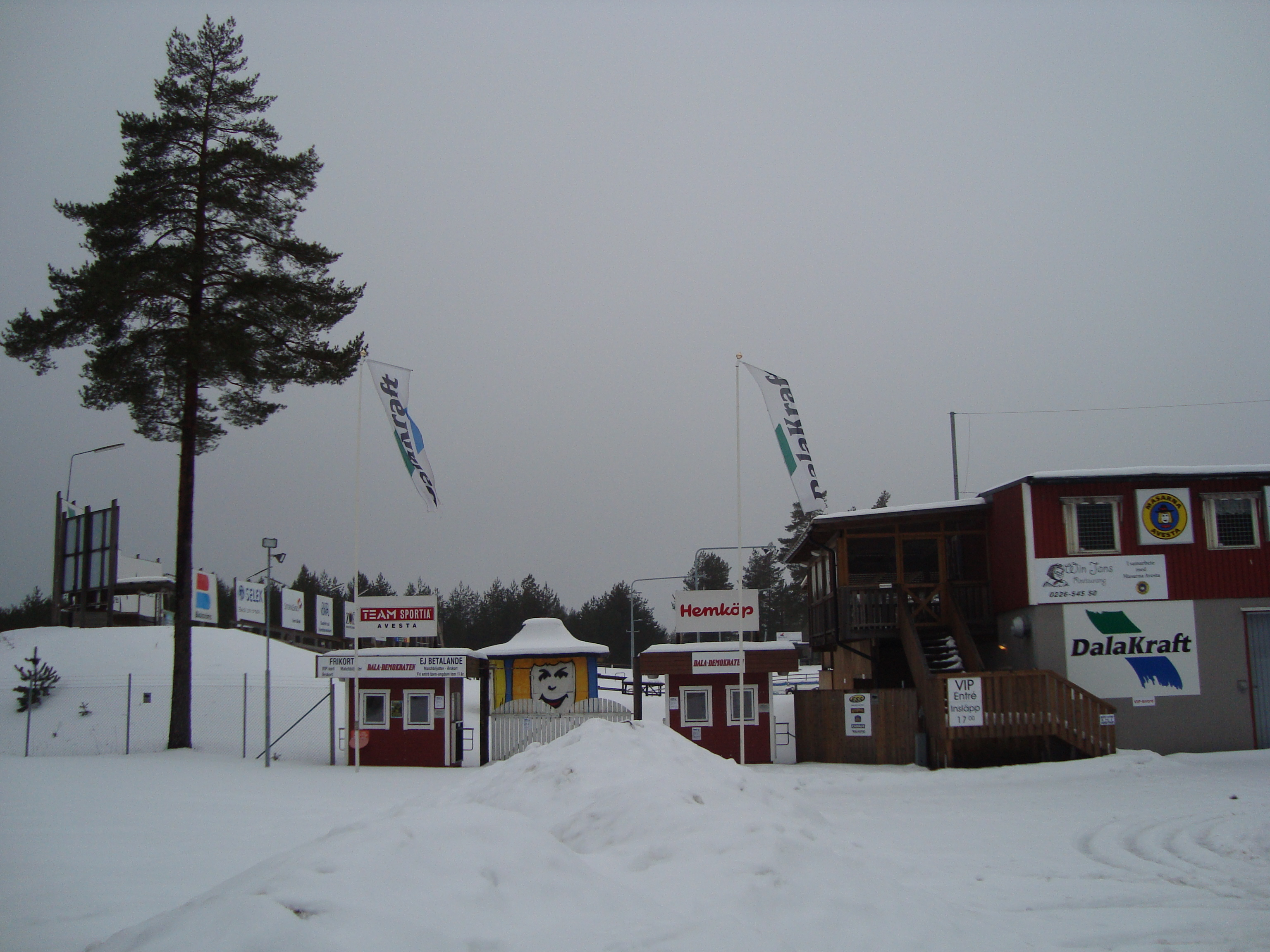
Arena Avesta.

Arena Avesta, tidigare Avesta Motorstadion, är en speedwaybana i Avesta kommun. Arenan är Team Dalakrafts och Masarnas hemmabana.
Banan har en längd på 315 meter, en kurvradie på 30 meter och en kurvbredd på 15,5 meter.
Publikrekordet är 12 424 åskådare, och sattes 20 september 2000 i en match mellan Masarna och Rospiggarna. Banrekordet 57,0 sattes av Leigh Adams för Masarna den 8 augusti 2006.